# 米光隆翔
米光 隆翔（よねみつ たかと、1992年10月28日 - ）は、日本の俳優である。キャロット所属。

## 出演

### テレビドラマ
- 天の瞳3（2002年、テレビ朝日）
- ドラマ30 虹のかなた 第1話 - 第19話（2004年、MBS・TBS） - カズキ 役
- 3年B組金八先生（TBS） - 玉田透 役
  - 第8シリーズ（2007年10月11日 - 2008年3月20日）
  - 3年B組金八先生ファイナル〜『最後の贈る言葉』（2011年3月27日）
- ごめんね青春!（2014年10月期、TBS）
- 邪神の天秤　公安分析班 第2話(2022年2月20日、WOWOW)

### 映画
- パッチギ! LOVE&PEACE（2007年）

### CM
- ミツカン 味ポン（2001年）
- ソニー PlayStation 2 ドラゴンクエストIV 導かれし者たち（2001年）
- タカラ 星のカービィ メダまる（2002年）
- バンダイ デジモンバトルスピリッツ（2002年 - 2003年）
- コナミ Get Ride! アムドライバー（2004年）
- 日清食品 チキンラーメン（2004年 - 2005年）
- 社団法人中央酪農会議（2005年）
- au 「球児たちの夏」篇（2008年）
- ソニー・コンピュータエンタテインメント「みんなの遊び場〜予備校篇〜」（2008年）
- P&Gファブリーズ「玄関不備の日」篇（2008年）

### プロモーションビデオ
- MONKEY MAJIK + SEAMO「卒業、そして未来へ。」（2007年3月14日、binyl records）

### ビデオ
- 岸和田少年愚連隊Going may way（2003年）